# Дориан Грей. Дьявольский портрет
«Дориан Грей. Дьявольский портрет» (англ. Pact with the Devil) — британский триллер режиссёра Аллана Голдштайна 2004 года. Вариация на тему романа Оскара Уайльда «Портрет Дориана Грея».
Вариант названия — «Портрет Дориана Грея». Слоган фильма: «Красота не глубже кожи».

## Сюжет
В манхэттенской квартире знаменитой фотомодели Дориана идёт полицейское расследование. В доме два трупа. Полицейский расспрашивает об обстоятельствах Генри Вутена, человека, хорошо знавшего и Дориана (он был его продюсером) и Бэи (фотографа).
Июнь 1980 года. На съемках фотографа Бэи помощником работает парень по имени Луи. Генри, его менеджер, на съемочной площадке делает ряд фотографий Луи и убеждает Бэи попробовать его в качестве модели. Результат — Луи — официальное лицо «Саваж».
Накануне подписания своего первого контракта, Генри рассказывает Луи о превратностях возраста, упоминает о романе Оскара Уайльда. Луи повторяет пожелание Дориана, ставит свою подпись кровью на зеркале с его отражением.
Луи становится богатым и знаменитым. Его псевдоним — Дориан. Генри дарит ему ключи от новой квартиры на Манхэттене, куда не хочет переезжать подружка Дориана Сибил. Генри решает эту проблему — в момент их ссоры подсовывает ей смертельную дозу наркотиков. Сибил мертва, а на фотографии Дориана появляются первые изменения.
У Дориана еженочные вечеринки, а по утрам он работает в фотостудиях. Выглядит он безупречно. Генри продюсирует книгу о Дориане, фотографом которой выступает Бэи. Сразу же после презентации новой книги Дориан бросает всё и вместе с Мариэллой и её мужем-миллионером уезжает в Германию, где Дориан и Мариэлла становятся любовниками. Ревнивого супруга, попытавшегося исправить ситуацию, Дориан убивает. На фотографии появляется первая кровь. Мариэлла, узнавшая тайну Дориан, также мертва — падает с лестницы. Дориан исчезает из Европы и ведёт развратный образ жизни в Таиланде.
Дориан возвращается в Нью-Йорк. Он просит свои фотографии у Бэи и в своей квартире все их сжигает. Пришедшую Бэи обвиняет в том, что именно она сделала ту роковую фотографию. А она в свою очередь признаётся, что это работа Генри, и Дориан далеко не первый в его сетях. Бэи мертва, Дориан вонзает нож в свою фотографию и умирает. Снимок возвращает своё первоначальное изображение, а Дориан превращается в монстра.
Допрос следователя завершён, Генри с фотографией Дориана выходит из дома и замечает свою новую потенциальную жертву. Фотографию он поручает отвезти таксисту, а сам устремляется за новым парнем.

## В ролях
| Актёр              | Роль             |
| ------------------ | ---------------- |
| Малкольм Макдауэлл | Генри Вутен      |
| Рон Лиа            | детектив Джиатти |
| Дженнифер Нич      | Бэи Кенек        |
| Карен Клиш         | Кристина         |
| Итан Эриксон       | Луи / Дориан     |
| Эми Слоан          | Сибил            |
| Карл Алакки        | Джеймс           |
| Бронуэн Бут        | Трина            |
| Генри Пардо        | полицейский      |
| Виктория Санчес    | Мариэлла Штайнер |
| Кристоф Вальц      | Рольф Штайнер    |
| Джейн Маклейн      | женщина          |

## Съёмочная группа
- Авторы сценария:
  - Рон Рэйли
  - Питер Джобин
- Режиссёр: Аллан А. Голдштайн
- Оператор: Эрик Моиньер
- Монтаж: Бенжамин Даффилд
- Композитор: Ларри Коэн
- Продюсеры:
  - Гарри Алан Тауерс
  - Мария Ром
  - Лучано Лизи
  - Кристин Каван